# カンポノガーラ
カンポノガーラ（伊: Camponogara）は、イタリア共和国ヴェネト州ヴェネツィア県にある、人口約13,000人の基礎自治体（コムーネ）。

## 地理

### 位置・広がり

#### 隣接コムーネ
隣接するコムーネは以下の通り。
- カンパーニャ・ルーピア
- カンポロンゴ・マッジョーレ
- ドーロ
- フォッソ

### 気候分類・地震分類
気候分類では、zona E, 2432 GGに分類される。
また、イタリアの地震リスク階級 (it) では、zona 3 (sismicità bassa) に分類される。

## 行政

### 分離集落
カンポノガーラには、以下の分離集落（フラツィオーネ）がある。
- Calcroci, Campoverardo, Premaore, Prozzolo

## 姉妹都市
- フォッサーノ、イタリア
- ヴィンコヴツィ、クロアチア